# Eduard Baneth

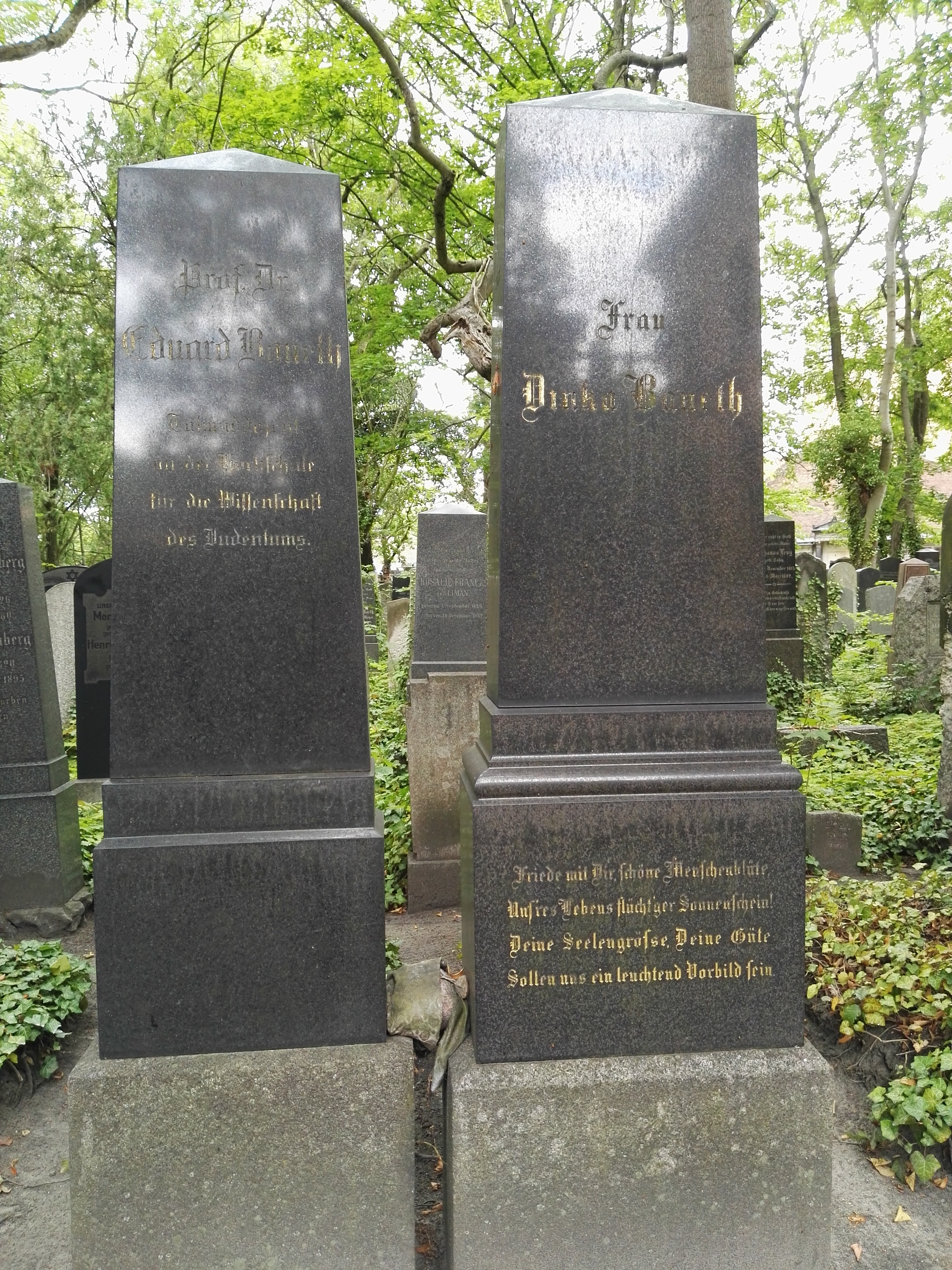
Grabsteine von Eduard und Dina Baneth

Eduard Ezekiel Baneth (geboren 9. August 1855 in Sankt Nikolaus in der Liptau, Kaisertum Österreich; gestorben 7. August 1930 in Berlin) war ein aus Ungarn stammender deutscher Rabbiner.

## Leben
Baneths Eltern waren der Kaufmann und Talmudist Bernhard Yerahmiel Baneth (1815–1871) und seine Frau Golda geb. Stoessel. Der Großvater war Ezekiel Baneth (1773–1854), der als Talmudgelehrter die Jeschiwa in Neutra leitete und mit Wolle handelte. Ein Urgroßvater war Jakob Baneth, Reichstagsmitglied in Alt-Ofen.
Eduard hatte drei Schwestern und einen  Bruder. Im Talmud unterrichteten ihn der Vater und andere Rabbiner in Ungarn. Er besuchte 1869–1871 die Rabbinerschule in Hőgyész und 1872 die Talmudhochschule in Pressburg. Ab 1873 auf der Rabbinerschule in Berlin, besuchte er im Schuljahr 1877/78 die Prima des Königlichen Gymnasiums in Gnesen. Nach der Reifeprüfung studierte er an der Friedrich-Wilhelms-Universität zu Berlin Philologie. 1881 wurde er an der Universität Leipzig summa cum laude zum Dr. phil. promoviert. In Krotoschin war er 1882–1895 Rabbiner und Religionslehrer am Königlichen Wilhelms-Gymnasium und an der städtischen Höheren Mädchenschule. Er bewarb sich 1891 in Altona, wurde aber 1895 zum Rabbiner in Eschwege gewählt. Noch im selben Jahr wurde er zunächst provisorisch und 1896 fest angestellt als Dozent für Talmud und Rabbinische Literatur an der Hochschule für die Wissenschaft des Judentums in Berlin. Er war ab 1896 zugleich Religionslehrer am Friedrich-Wilhelms-Gymnasium (Berlin) und ab 1897 Rabbiner des Synagogenvereins. Er war Vorsitzender der Chewra Kadischa Groß-Berlins. Seit 1899 war er Mitglied der Montefiore-Loge in Berlin. Das Preußische Ministerium der geistlichen, Unterrichts- und Medizinalangelegenheiten verlieh ihm 1917 den Professorentitel.
Die erste Ehe schloss er um 1882 mit Helene Olitzki, die zweite um 1888 mit Din(k)a Friedmann aus der Dynastie der Ruzhiner in Sadhora, der Tochter des ersten Kantors der Israelitischen Religionsgesellschaft. Dina starb mit 34 Jahren und wurde wie später ihr Mann auf dem Friedhof Weißensee begraben. Die dritte Ehe ging Baneth um 1918 mit Rosa ein. Zu seinen insgesamt sieben Kindern zählt David Zwi Baneth.

## Publikationen

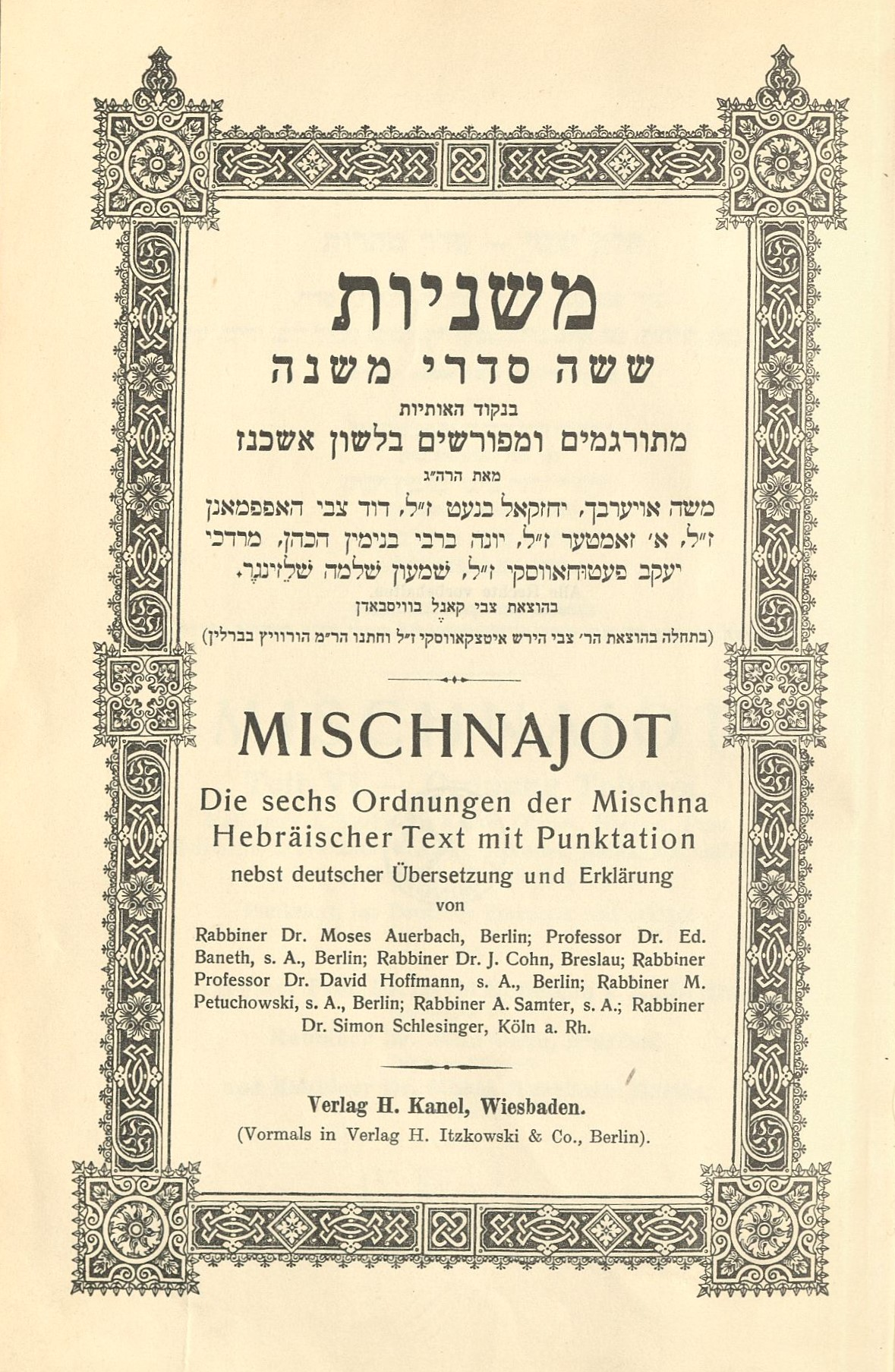
Mischnajot

- Samuel Hanagid als Staatsmann und Dichter. Monatsschrift für Geschichte und Wissenschaft des Judentums 30 (1881)
- Maimunis Neumondberechnungen, 4 Teile. Jahresberichte der Lehranstalt für die Wissenschaft des Judentums 1898–1903.
- Der Sederabend. Ost und West 4 (1904) S. 255–264 und 327–340.
- Mischna Abot mit Maimunis arabischem Kommentar (hebräische Übersetzung). 1905.
- Zur Redaktion der Mischna. MGWJ 51 (1907)
- Maimonides als Chronologe und Astronom. 1914.
- ZDMG 68 (1914), S. 720, Kommentar zu: E. Mahler, „Ein alter jüdischer Grabstein im Ungarischen Nationalmuseum“, ebd., S. 112–122
- Bemerkungen zum Sepher Scha’aschu’im. MGWJ 59 (1915)
- Schir HaSchirim. Poetisch-dramatische Bearbeitung des Hohen Liedes. 1917.
- Soziale Motive in der rabbinischen Rechtspflege. 1922.
- Der Seder. Gemeindeblatt (Berlin) 17. April 1924
- Bilder Talmudischer Ethik, 1926; auch abgedruckt in Gemeindeblatt (Berlin) 2. Juli 1926 und Juli 1928.
- Textkritische Bemerkungen. MGWJ 70 (1926).
- Der Piut des R. Sahlal Gaon und das Jahr seiner Abfassung. MGWJ 71 (1927) und MGWJ 73 (1929)
- Der jüdische und der bürgerliche Kalender. 1928.
- Der Neunte Aw. Gemeindeblatt (Dresden) 6. Juli 1928.
- Der jüdische und der bürgerliche Kalender. Gemeindeblatt (Berlin) 09/1928
- Ma‘oz s. ur yešu‘ati. IFH 13. Dezember 1928.
- Zur Erklärung der mittelalterlichen Dichtungen. 1. Ša’ali œerufa. MGWJ 73 (1929).
- Ke-ma‘ar iš we-loyot saviv. MGWJ 73 (1929).
- Zur Auffassung des Gelübdes. MGWJ 73 (1929).
- Die Znaimer Grabsteine. MGWJ 74 (1930).
- Schaali Srufa. Klagelied des Rabbi Mëir von Rothenburg auf die Verbrennung des Talmuds.  Gemeindeblatt (Berlin) 08/1930.
- Zahlreiche Aufsätze in wiss. Zeitschriften und Jubelschriften. Verfasste eine poetisch-dramatische Bearbeitung des Hohenliedes in der JP (1917) und übersetzte das Studentenlied Gaudeamus igitur ins Hebräische („œemah. bah. ur be-yaldutecha“). Übersetzte und kommentierte die Ordnung Mo’ed „mit Ausnahme des von Dr. A. Samter bearbeiteten Traktats Schabbat“ für die Samter-Hoffmann’sche deutsche Übersetzung der Mischna. Wiesbaden Berlin 1927
- Mitarbeit am Jüdischen Lexikon (1927ff.).